# Utilities (Fahrzeugsegment)

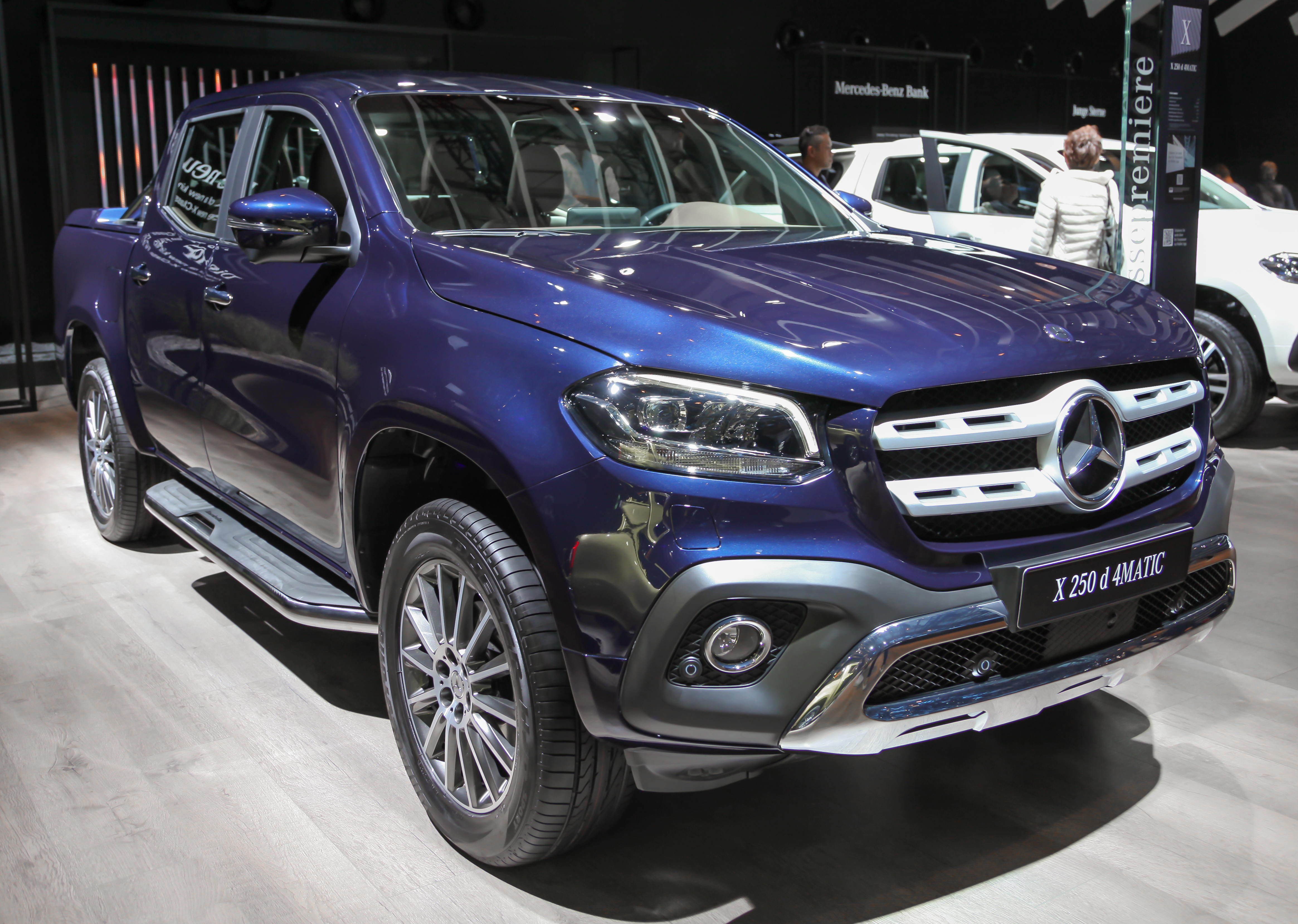
Das erste Pick-up von Mercedes-Benz: Die X-Klasse

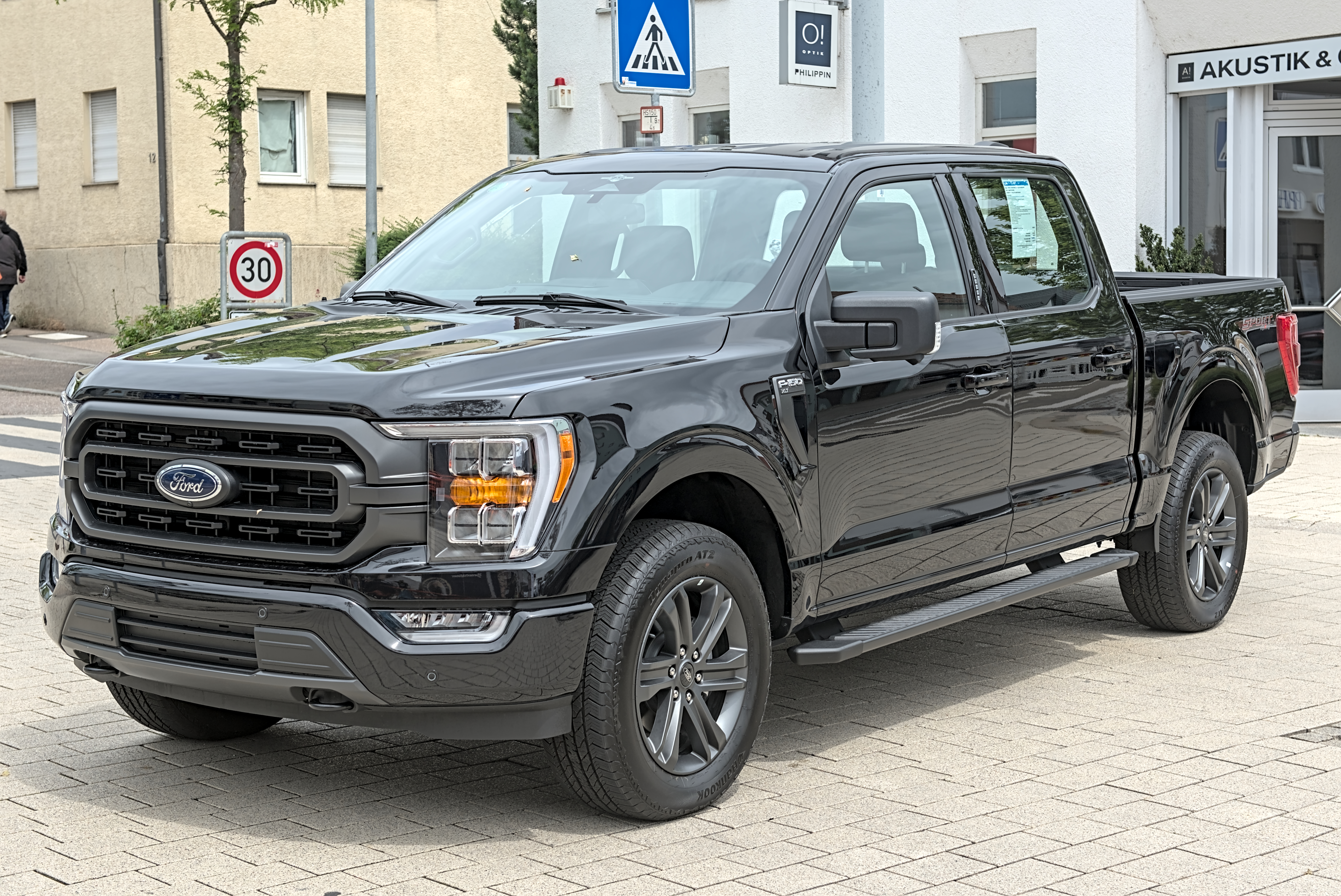
Das meistverkaufte Utility der Welt: Ford F-Serie

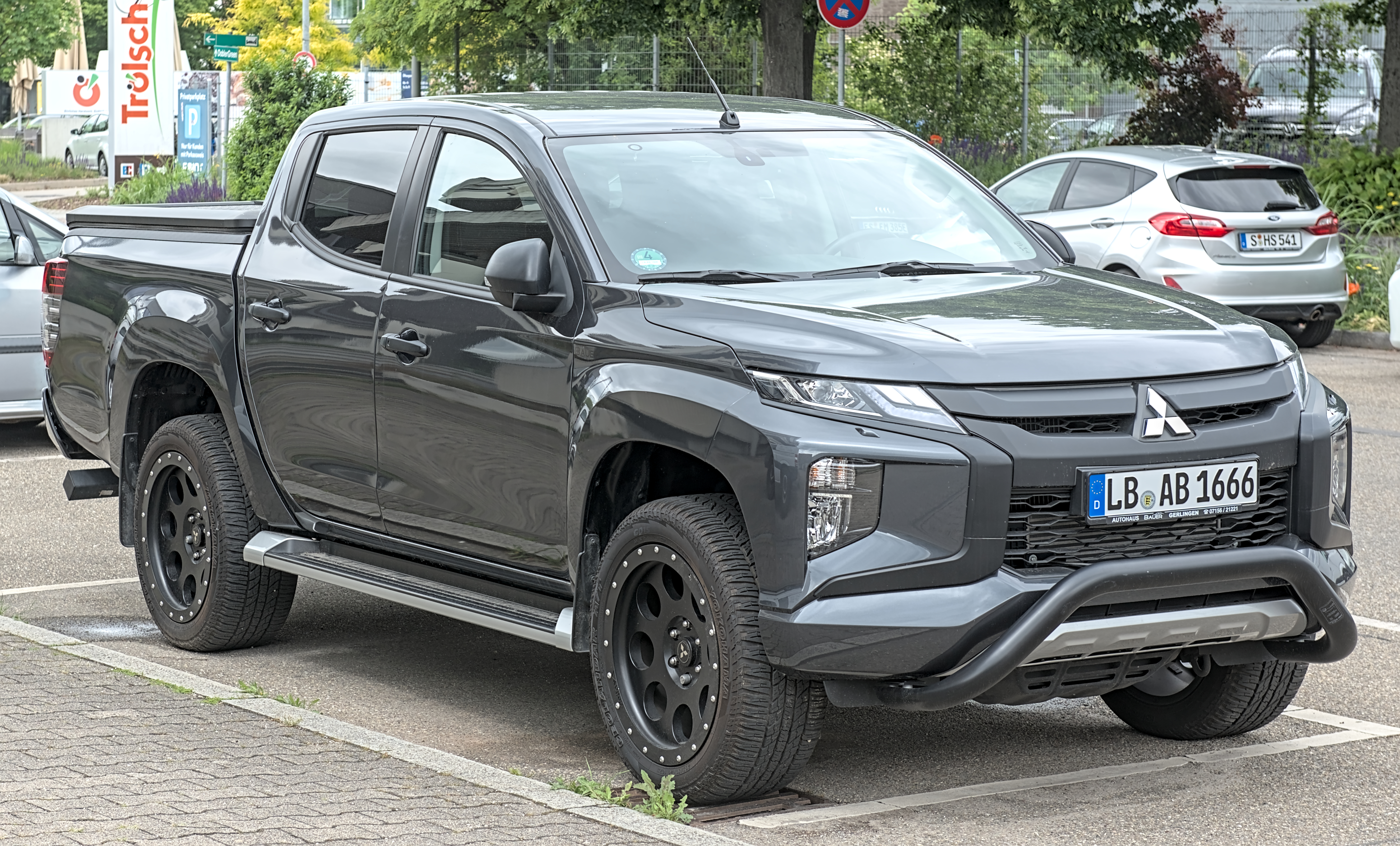
Mitsubishi L200

Als Utilities (dt. etwa „Nützlinge“) bezeichnet das deutsche Kraftfahrt-Bundesamt ein Pkw-Segment. Das Segment umfasst Hochdachkombis, Kleinbusse und Pick-ups, die als Pkw zugelassen sind. Modellreihen der genannten Bauarten werden in der Regel sowohl in Ausführungen zur Personenbeförderung als auch als Lkw bis 3,5 Tonnen zulässige Gesamtmasse hergestellt. Letztere werden nicht ins Pkw-Segment Utilities eingeordnet.
Für Zahlen zu den jährlichen Neuzulassungen von Pkw dieses Segments siehe Liste der Neuzulassungen von Personenkraftwagen in Deutschland nach Segmenten und Modellreihen#Utilities.